# 圣母往见 (基兰达奥)
《圣母往见》是意大利文艺复兴时期画家多米尼哥·基兰达奥的一幅板面蛋彩画，绘制于1491年。现藏于法国巴黎卢浮宫。
这幅画系洛伦佐·托尔纳布尼为佛罗伦萨的巴齐玛利亚玛达肋纳堂订制的。。